# Peugeot Speedfight

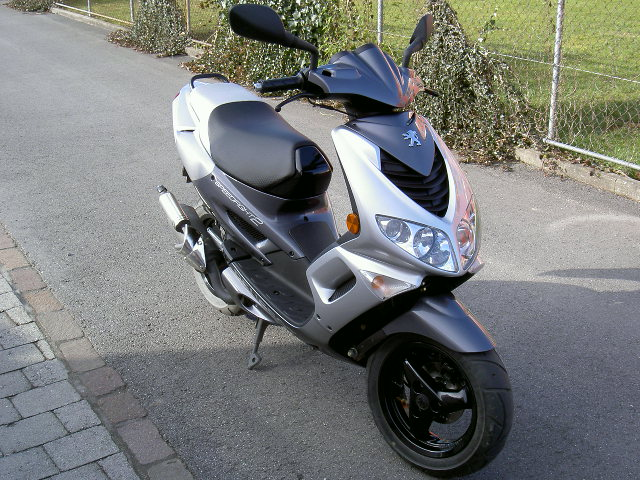
Speedfight.

Speedfight är en moped som är tillverkad av Peugeot och som lanserades 1997. 
Speedfight 2 är efterföljaren till Speedfight och lanserades 2000.
Speedfight 1 och 2 har två motoralternativ båda har stående cylinder och är fläktkylda: 50cc (49,3) och 100cc (99,1).
Den finns i olika färgkombinationer men även specialmodeller som Iron-X, SilverSport, Furious och X-race. Det finns även en specialmodell som heter motorsport som kom i den ovanliga färgkombinationen laserblå/silver. Speedfight 1 och 2 kan även kännas igen genom framgaffeln som är av modell som anväder en länkarm och en enkel stötdämpare.
Klass 2 modellen slutades göra 2004 men klass 1 gjordes fram till 2008.
Speedfight 2 ersattes 2009 av Speedfight 3 och ännu senare 2014 kom Speedfight 4.